# Frank Dane
Frank Kjærby Jensen (Den Haag, 8 september 1981), beter bekend onder het pseudoniem Frank Dane, is een Nederlandse radio-dj en televisiepresentator die voor Radio 538 en RTL4 werkt.

## Carrière

### Radio
Dane heeft de havo gedaan op het Haags Montessori Lyceum. Zijn carrière begon in de jaren negentig op Midvliet FM, gevolgd door Stadsradio Rotterdam. Hij gebruikt sindsdien de naam Dane zodat het verband met zijn broer Robert Jensen minder snel wordt gelegd. De naam Dane is een verwijzing naar hun Deense achtergrond.
Na zijn tijd bij de lokale omroep stapte Dane over naar Radio 538, waar hij tot 16 januari 2004 een nachtprogramma presenteerde van 00:00 tot 03:00 uur. Tevens was hij vaste sidekick van Niels Hoogland in het begin van de avond.
Begin 2004 stapte Dane over naar Yorin FM, waar hij van maandag t/m donderdag tussen 18:00 en 21:00 uur het programma 'Yor@Work' ging maken. Dit deed hij in een later stadium samen met Timo Kamst. Verder deed hij op vrijdagmiddag 'De vrijdagmiddagborrel' samen met Jan Paparazzi, die ook met zijn broer Robert Jensen samenwerkte, tussen 14:00 en 18:00 uur.
In januari 2006 werd Yorin FM verkocht aan SBS. Hierop stapte Dane, net als Timo Kamst, Mark Labrand en Maurice Verschuuren, over naar Slam!FM. Hier presenteerde hij vanaf 3 april 2006 op werkdagen het ochtendprogramma.
Vanaf 6 augustus 2007 was Dane terug bij Radio 538, van maandag t/m donderdag tussen 21:00 uur en 00:00 uur. Hij nam die uren over van Barry Paf. Dane presenteerde er het naar hem vernoemde radioprogramma 'Frank Dane'. Vanaf mei 2010 nam hij het middagprogramma voor zijn rekening, dat hij overnam van Dennis Ruyer.
Op 29 juli 2010 werd bekend dat Dane zou overstappen naar 3FM. Hij presenteerde daar voor BNN het ochtendprogramma in het weekeinde. Op zaterdag 4 september 2010 was de eerste uitzending van zijn programma 'Ontzettend Dikke Ochtend Frank' (ODOF). Danes eerste uitzending bij werkgever 3FM was op maandag 16 augustus 2010. Hij verving toen Coen Swijnenberg, die op vakantie was, gedurende drie weken in de 'Coen en Sander Show'.
Op zondag 10 juni 2012 presenteerde hij zijn radioprogramma op 3FM volledig in het Deens. Dit was het gevolg van een belofte die, indien Denemarken zou winnen van Nederland op het Europees Kampioenschap Voetbal 2012, hij de volgende ochtend de ochtendshow volledig in het Deens zou presenteren. Denemarken won met 0-1 van Nederland en dus presenteerde hij de ochtendshow op de zondagochtend vier uur lang (6:00 - 10:00 uur) in de Deense taal.
Op 18 april 2012 werd bekend dat Dane per 1 augustus 2012 terugkeert naar Radio 538. Op zondag 1 juli 2012 was de laatste uitzending van 'Ontzettend Dikke Ochtend Frank' op 3FM. Dane was vanaf 13 augustus weer te horen op Radio 538 als vervanger van Ruud de Wild in zijn vakantieperiode. Op 3 september 2012 was zijn eerste uitzending met zijn eigen programma 'Dane Doet 't', dat op maandag t/m donderdag van 19;00 tot 21:00 uur werd uitgezonden. Op vrijdag van 18:00 tot 21:00 uur doet Dane ook zijn eigen programma met 'De Frank en Vrijdag Show'.
Op 20 november 2013 werd bekendgemaakt dat er nieuwe programmering kwam op Radio 538 vanwege een verjonging. Frank Dane werd vanaf 6 januari 2014 verplaatst naar de middag van 12:00 tot 14:00 uur, waar hij het programma 'Dane Doet 't' zou gaan presenteren. Op zijn oude tijdslot nam Menno de Boer zijn plek in. Verder bleef hij 'De Frank en Vrijdag Show' doen. In december 2015 bracht hij, onder de naam Vrienden van De Frank en Vrijdag Show, met verschillende artiesten en collega's op Radio 538 het kerstlied Het is pas echt kerstmis (als Mariah Carey op de radio is) uit. Op 17 november 2017 haalde Dane een grap uit met zangeres Maan de Steenwinkel. Hij liet een streaker dansen tijdens haar optreden. Maan schrok zo dat ze moest huilen. Op 4 december 2017 ontstond hierover veel commotie na een oproep van Tim Knol om Radio 538 te boycotten. Dane bood later zijn excuses aan voor het incident.
Op maandag 26 maart 2018 berichtte De Telegraaf dat Dane definitief de opvolger zou worden van Edwin Evers. Edwin Evers gaf vrijdag 23 maart aan te stoppen met zijn 21-jarige ochtendshow en Frank Dane was al enige tijd zijn vervanger tijdens vakanties.
Vanaf 2 januari 2019 begon hij met zijn nieuwe show De 538 Ochtendshow met Frank Dane. In navolging van zijn voorganger Edwin Evers ging ook hij in het vervolg zijn programma tijdens de Olympische Spelen uitzenden. Dit zou hij in 2020 in Tokio doen, maar dit was niet mogelijk vanwege de coronapandemie die dat jaar uitbrak. Hierdoor werden de spelen niet alleen een jaar uitgesteld, maar mochten er ook geen buitenlanders naar Tokio reizen tijden tijdens de Spelen. Hierdoor was er ook geen Holland Heineken House tijdens de Spelen. Het gevolg was dat Frank Dane niet naar Tokio kon gaan om daar zijn ochtendshow te presenteren. Als alternatief presenteerde hij daarom ook tijdens de Olympische Spelen zijn ochtendshow gewoon in Nederland. Dit deed hij op het in Scheveningen gehouden Olympic Festival dat voor het Nederlandse publiek wordt georganiseerd als alternatief voor het Heineken Holland House. De vaste vervanger van het ochtendprogramma was Wietze de Jager. Op maandag 10 februari 2020 nam Niek van der Bruggen daarentegen eenmalig zijn ochtendshow over omdat hij door de storm Ciara na een weekend in Londen op zondag niet terug kon vliegen naar Nederland. Hij moest hierdoor een dag langer in Londen blijven.
Op 24 december 2021 presenteerde Dane voor de laatste keer de ochtendshow. Hij werd vervangen door Wietze de Jager.
Bijna een halfjaar na zijn laatste uitzending werd bekend dat Dane de nieuwe middagshow op Radio 538 zou gaan presenteren. Hij vulde hiermee het gat dat De Coen & Sander Show achterliet na het besluit van Talpa Network om te stoppen met de dagelijkse variant van de show met Coen Swijnenberg en Sander Lantinga.

### Televisie
Op 18 mei 2016 presenteerde Dane voor het eerst RTL Boulevard als invaller voor Winston Gerschtanowitz. Tot medio 2018 is Dane regelmatig de vervangende presentator, reporter of entertainment-deskundige of sidekick in hetzelfde programma (en daarmee vervanger van Albert Verlinde en later Luuk Ikink).
Op 5 januari 2019 deed Dane mee aan aflevering 3 van de webserie De Kluis van het YouTube kanaal StukTV. In deze aflevering zat hij met rapper Mr. Polska en Kris Kross Amsterdam-lid Yuki Kempees in het team, en wisten zij te winnen van Team Stuk met 53 goudstaven en een diamant. Op 18 februari 2021 deed Dane samen met Wietze de Jager en Sander Lantinga mee met de spelshow Marble Mania, hij verloor hier in de finale race van Lantinga. Datzelfde jaar werd Dane de presentator van het SBS6-programma Beat Me: The five knock-outs. In 2021 keerde Dane terug bij RTL Boulevard, ditmaal in de rol van muziekdeskundige.
In 2022 deed Dane mee als drag aan het televisieprogramma Make Up Your Mind. In 2023 was Dane samen met Tim Klijn te zien als gastjury in het televisieprogramma Ranking the Talent. In datzelfde jaar deed hij mee aan het televisieprogramma De kwis met sneeuwballen. In 2024 deed hij mee aan het televisieprogramma Oh, wat een jaar!.
In het najaar van 2024 was Dane te zien als een van de presentatoren van het SBS6-programma De beste wensen.

### Voice over
Dane doet sinds zomer 2016 het voice-overwerk van RTL 5 en SBS6 voor reclameboodschappen en programma's.

### Persoonlijk
Dane is een broer van radio-dj, televisiepresentator en complottheoreticus Robert Jensen. 
Gert-Jan van Ackooij · Mark van den Akker · Desmond Baidjoe · Colin Banks · Kimberly van de Berkt · Martijn Biemans · Danny Blom · Menno de Boer · Cobus Bosscha · Froukje de Both · Ivo van Breukelen · Niek van der Bruggen · Frank Dane · Barend van Deelen · Wessel van Diepen · Edit den Doosch · Anita Doth · Lindo Duvall · Edwin Evers · Jos Eggink · Igmar Felicia · Wouter van der Goes · Jurjen Gofers · Gordon · Stefan de Groot · Sander de Heer · Anoûl Hendriks · Joey Hereman · Jules van Hest · Niels Hoogland · Chantal Hutten · Jeroen van Inkel · Wietze de Jager · Timo Kamst · Jente Kater · Eddy Keur · Corné Klijn · Tim Klijn · Martijn Kolkman · Dimitris Kops · Mark Labrand · Sander Lantinga · Bart van Leeuwen · Robin Leféber · Daniël Lippens · Robert de Loor · Will Luikinga · Ferry Maat · Mart Meijer · Bas Menting · Dorus van Mosselveld · Martijn Muijs · Jeroen Nieuwenhuize · Edwin Noorlander · Barry Paf · Michael Pilarczyk · Erwin van Rijn · Dennis Ruyer · Kees Schilperoort · Sylvana Simons · Arlo van Sluis · Coen Swijnenberg · Jens Timmermans · Michiel Veenstra · Rick van Velthuysen · Dennis Verheugd · Erik Werner · Ruud de Wild · Jeffrey Willems · Erik de Zwart
Live dj's: Afrojack · Armin van Buuren · Fedde le Grand · David Guetta · Hardwell · Martin Garrix · Sunnery James & Ryan Marciano · DJ Jean · Nicky Romero · Lucas & Steve · Tiësto